# Burgruine Säbnich
Der Burgstall Säbnich liegt in der Gemeinde Waldhausen im Bezirk Perg in Oberösterreich. Er befindet sich inmitten einer Schleife des Sarmingbaches auf einem isolierten Berghügel hinter den Häusern Gloxwald Nr. 11 und Nr. 12 (an der Sarmingbachstraße L575 und ziemlich genau 2,6 Straßenkilometer von der Donau Straße B3 entfernt).
Die benachbarte und jüngere Burgruine Sarmingstein, lange Zeit und irrtümlich oft mit Säbnich gleichgesetzt, liegt etwa 1 km (Luftlinie) weiter südlich auf einem Felssporn hoch über dem Ort Sarmingstein.

## Geschichte
Der älteste Name dieser Anlage stammt aus dem Jahre 985 und lautet „Sabebnikke“. Um 1124 war die Burg im Besitz des hochfreien Otto von Machland († 1149). Dieser und seine Frau Julia von Peilstein stiftete 1147 die Burg für die Gründung eines Klosters für die Augustiner-Chorherren auf Burg Säbnich. Die Mönche verlegten das Kloster aber bereits 1161 nach Waldhausen. Die Burg Säbnich wurde daraufhin dem Verfall überlassen. Lesefunde (Keramikscherben) weisen auf eine kurze Besiedlungsphase der Fundstelle im 12. Jahrhundert hin. Burgstall und umgebender Waldbesitz gehörten noch im 18. Jahrhundert zum Dominikalbesitz des Klosters.

## Burgstall Säbnich heute
Nach übereinstimmender Meinung von Mittelalterarchäologen und Burgenforschern ist die Burg Säbnich inmitten der Schleife des Sarmingbaches auf dem Gipfel des markanten etwa 40 m hohen Berghügels hinter den „Häusln am Burgstall“ mit der Adresse Gloxwald Nr. 11 und Nr. 12 zu lokalisieren.
Der Burgstall ist zu Fuß über die neuere Forststraße im Westen des Burghügels gut erreichbar.
Der Burgstall am Gipfel des Hügels und verborgen unter Wald und Vegetation zeigt noch immer deutliche Geländemerkmale und darunter Mauerreste eines „Festen Hauses“ sowie Reste einer bogenförmigen Wall-Graben-Anlage. Das Burgen-Kernwerk besitzt eine Länge von 52 m und eine Breite von 10 bis 16 m.
Der Burgstall wurde im Süden beim Bau der Forststraße leider ziemlich beeinträchtigt. So wurde der bogenförmige Wallgraben bis auf einen Rest im Westen zerstört. Die früher noch sichtbaren Mauerreste eines viereckigen Turmes im Bereich des oberen Kernwerks verschwanden nach einer Aufforstung leider unter Vegetation.
Auf dem Digitalen Geländemodell (LIDAR) des OÖ Geoinformationssystems ist zu sehen, dass der ehemalige Zufahrtsweg vom nördlich gelegenen Sarmingbach aus in Bogenform zum Gipfel des Hügels führte. Lesefunde (Keramikscherben) weisen auf eine kurze Besiedlungsphase der Burg Säbnich im 12. Jahrhundert hin.

## Bildergalerie

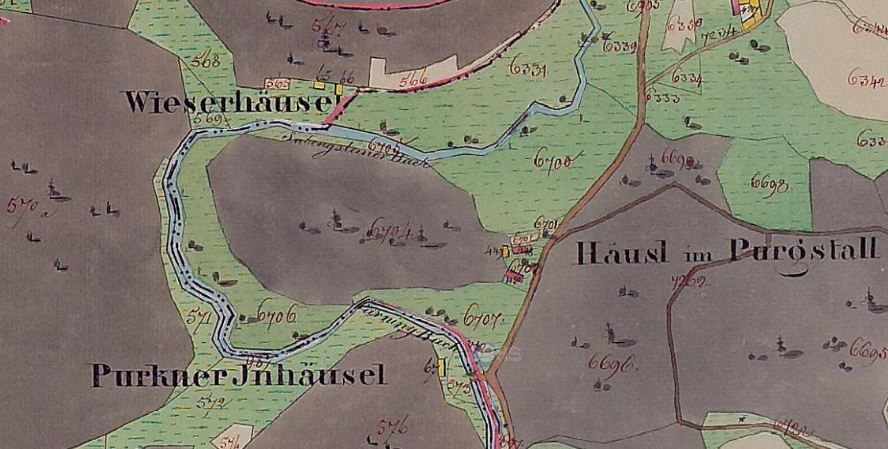
Sarmingbachschleife und Burghügel Parz. 6704 im Franziszeischen Kataster
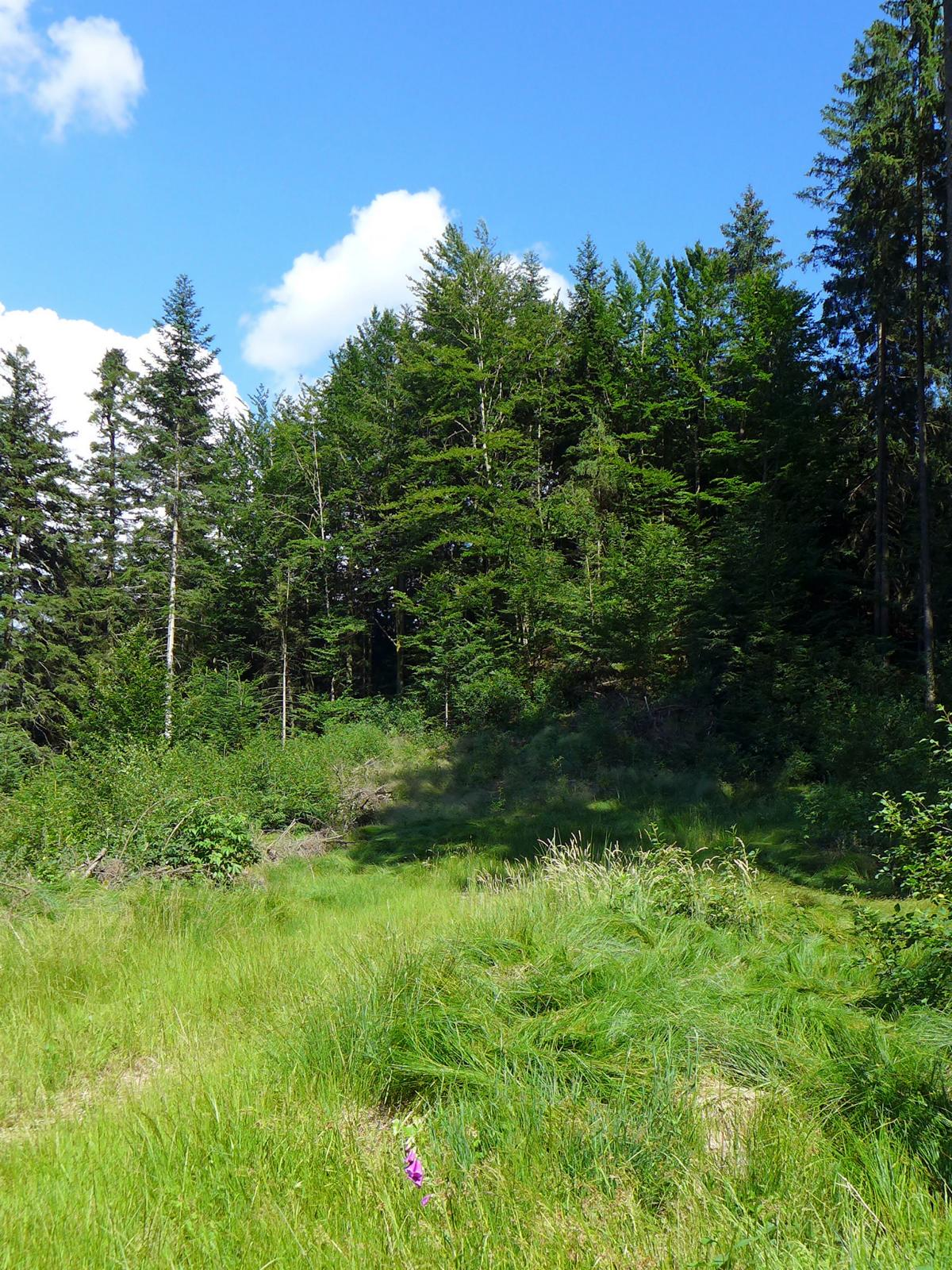
Burghügel. Zugang von Westen (Forststraße)
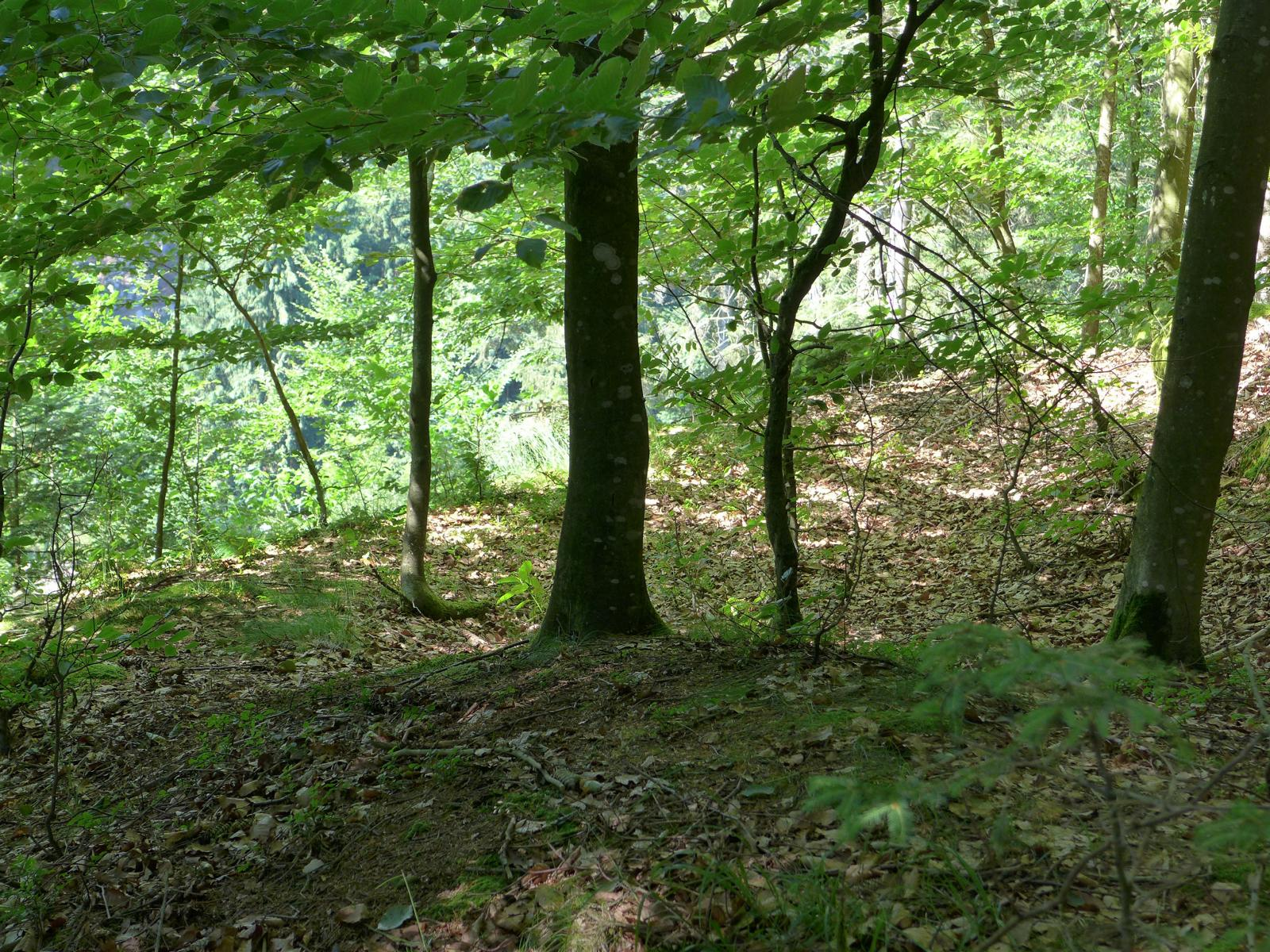
Reste der Wallanlage im Westen
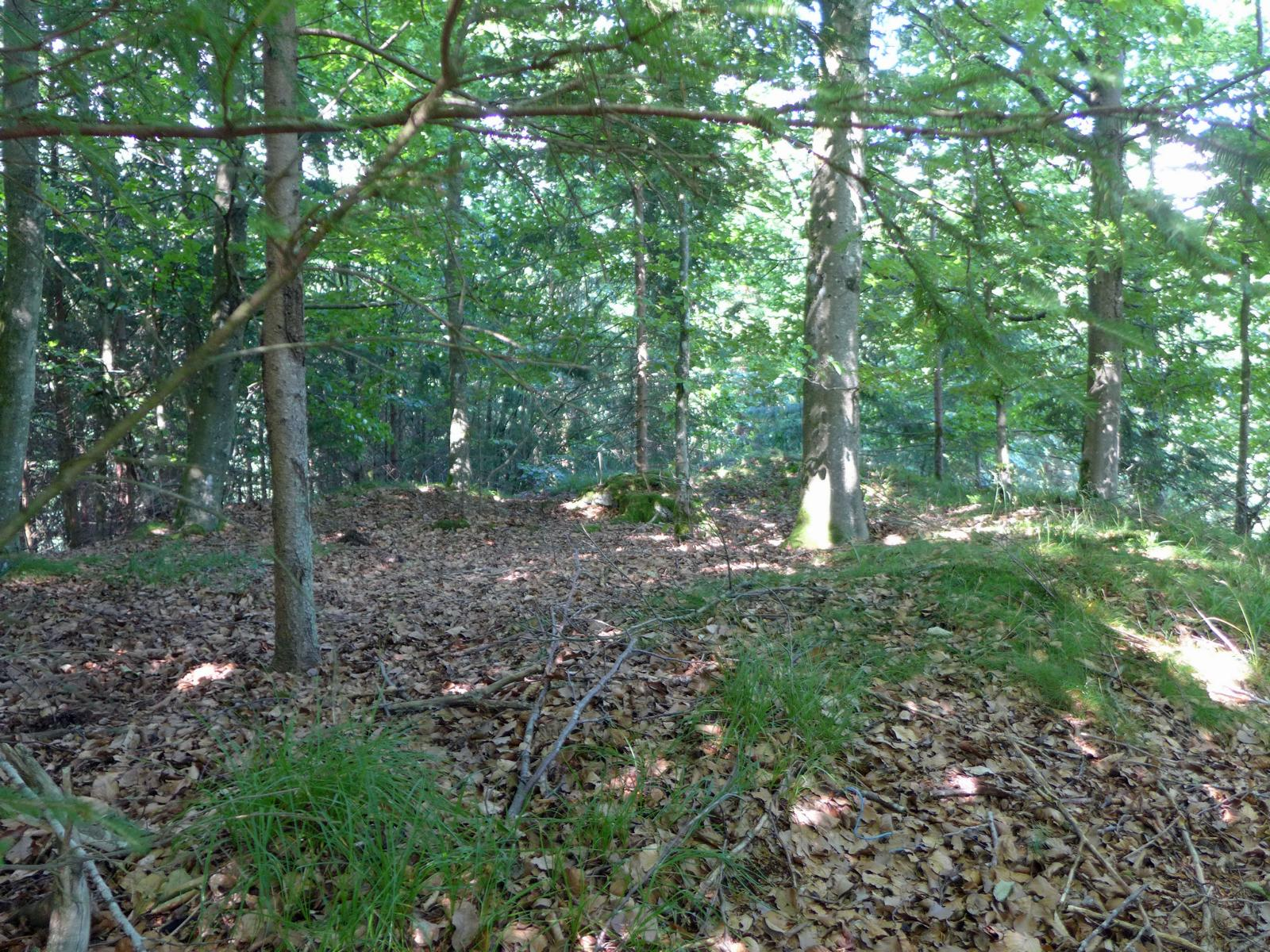
Runde Substruktion im Osten. Turm beim Eingang(?)
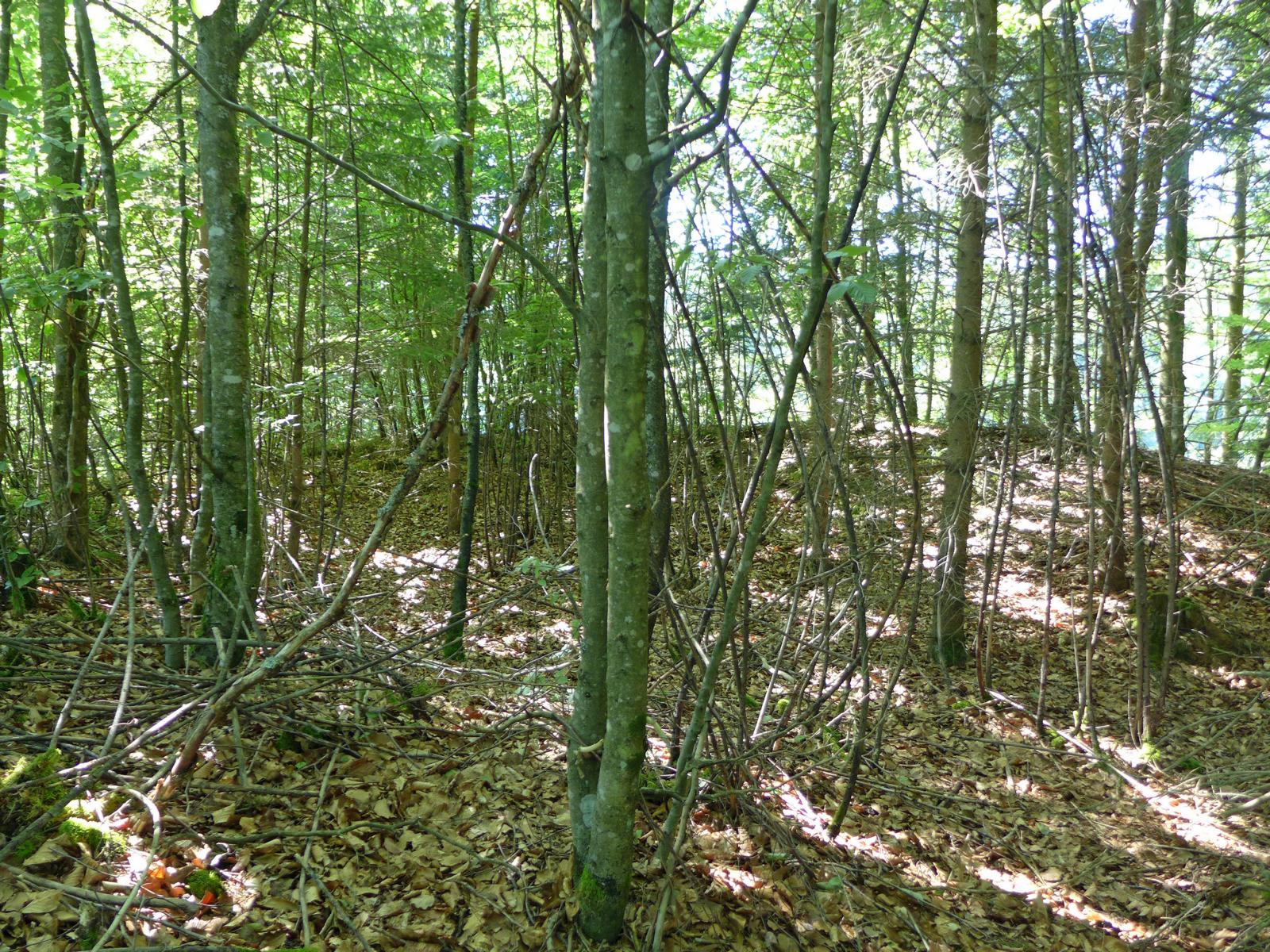
Eckig/runde Substruktion im Westen. Festes Haus, Turm(?)